# Ōmisoka
Ōmisoka (大晦日), le réveillon du Nouvel An japonais, est le deuxième jour le plus important de la tradition japonaise car c'est le jour qui clôture l'ancienne année et l'avènement du jour du Nouvel An.

## Pratiques
Au dîner, on mange une soupe chaude accompagnée de soba, appelée toshikoshi soba ou kake (« dettes »), ce qui symbolise que l'on a payé toutes ses dettes de l'année[réf. souhaitée]. De 19 h 15 à 23 h 45, beaucoup de Japonais regardent l'émission musicale Kōhaku Uta Gassen diffusée par la chaîne de télévision NHK depuis 1951. À l'approche de minuit, les moines font retentir 108 coups de cloche dans les temples et sanctuaires, ce que l'on nomme joya no kane, la cloche de la dernière nuit de l’année. Les Japonais quittent alors généralement leur logement afin de se rendre dans ces lieux sacrés pour le hatsumōde, laissant ainsi la place aux esprits qui font le changement d'année, alors que les jeunes se rassemblent pour le compte à rebours dans les lieux publics.
Les gens ont tendance à être très occupés pour ōmisoka car ils ont beaucoup à faire pour préparer la nouvelle année et, en particulier, le jour du Nouvel An. Beaucoup d'entre eux font un grand ménage appelé susuharai ou ōsōji (大掃除)[réf. souhaitée] qui va jusqu'au changement du papier des shōji et à l'aération des tatamis au soleil. On prend le toshiyu, le bain de l'année, afin de se laver des impuretés accumulées tout au long de l'année. On décore ensuite la maison purifiée avec un kadomatsu fait de pin ou de bambou pour inviter le toshigami.